# Martinho de Ulhoa
Dom Martinho de Ulhoa foi o quarto bispo da diocese de São Tomé e Príncipe. Nasceu no século XVI. Ainda jovem, ingressou na Ordem de Cister e morreu em Lisboa a 8 de Agosto de 1606, em idade muito avançada. Em 1577 foi eleito bispo da diocese de São Tomé e Príncipe e sagrado bispo no ano seguinte, isto é, 25 de Janeiro de 1578. Só em 10 de Abril de 1584 é que partiu a tomar o governo eclesiástico daquela possessão. Segundo o cronista Lopes de Lima, Dom Martinho foi o primeiro prelado que visitou duas vezes o Congo e demais missões diocesanas. Vendo uma diocese sem organização convoca o primeiro sínodo diocesano e faz Constituições para o bispado. Infelizmente, tendo tido grandes desavenças com o governador Miguel Teles de Moura, o prelado recolheu ao Reino em 1590, renunciando ao cargo pouco depois de ter chegado a Lisboa. A sua resignação foi aceite apenas em 1592.